# Analytische taal
Een analytische taal is een taal waar verreweg de meeste, zo niet alle morfemen in de grammatica als zelfstandige woorden optreden. Analytische talen kennen geen of weinig verbuigingen en vervoegingen, of – iets anders geformuleerd – geen of weinig woordparadigma's. Begrippen als porte-manteaumorfeem, agglutinatie, declinatie en flexie hebben in de beschrijving van de structuur van analytische talen dan ook nauwelijks betekenis. Ook wordt er in deze talen op zeer grote schaal gebruikgemaakt van hulpwerkwoorden in plaats van modi en van clitica.

## Volgorde
De verschillende mogelijke volgordes van de woorden en zinsdelen (SVO, SOV, VSO, VOS, OSV en OVS) spelen met name in analytische talen een zeer belangrijke rol.
Een voorbeeld is de SVO-woordvolgorde in de Nederlandse zin Jan ziet Piet is Jan het onderwerp en Piet het lijdend voorwerp, dat wil zeggen "hetgeen dat/degene die gezien wordt". Verwisselen we alleen maar deze twee namen zonder een zinsdeel extra nadruk te geven, dan verandert de betekenis van de zin volledig: Piet ziet Jan. Ook het weglaten van het onderwerp kan in analytische talen voor grote verwarring zorgen.
In talen als het Latijn daarentegen kun je de namen omdraaien zonder dat de betekenis verandert: de naam Piet wordt in de accusatief Pietum. Als je zegt: "Jan videt Pietum" en "Pietum videt Jan", betekenen de twee zinnen exact hetzelfde. Hier wordt de functie van Piet niet uitgedrukt door de woordvolgorde maar door het morfeem -um, dat in dit geval de functie van lijdend voorwerp uitdrukt.

## Agglutinerende talen
Agglutinerende talen zijn niet helemaal isolerend (zie hieronder), maar worden niettemin over het algemeen als analytisch beschouwd. Deze talen kennen enige mate van verbuiging en vervoeging, maar per morfeem wordt vrijwel nooit meer dan één betekenisaspect tegelijk uitgedrukt. Voorbeelden van agglutinerende talen zijn het Turks, Fins, Koreaans en Japans.

#### Vervoegingen
Werkwoorden worden in agglutinerende talen wel vervoegd, maar er zit lang niet zo veel afwisseling in als het geval is in bijvoorbeeld het Russisch en Latijn. In het Nederlands kan roepen bijvoorbeeld zowel de infinitief zijn als de persoonsvorm bij wij, jullie of zij. In het Latijn is dat heel anders: de infinitief bij roepen is clamare, de wij-vorm is clamamus, de jullie-vorm clamatis en de zij-vorm clamant. Hier is het onmogelijk om de functies door elkaar te halen. In het Nederlands moet je de functie van het woord roepen echter uit de context – meestal het onderwerp – halen. Ook kent het Nederlands nagenoeg geen vormen meer die vergelijkbaar zijn met de Latijnse conjunctivus; de betekenis hiervan wordt in het Nederlands weergegeven door middel van hulpwerkwoorden.

#### Verbuigingen
Ook zelfstandige naamwoorden en lidwoorden worden in agglutinerende talen nauwelijks verbogen, nog het vaakst om de tegenstelling enkelvoud/meervoud aan te geven. Wat in modern Nederlands de grammaticale functie van een zelfstandig naamwoord in het enkelvoud of meervoud ook is, de vorm blijft altijd hetzelfde; er worden geen suffixen aan vastgeplakt om deze functie uit te drukken, in tegenstelling tot bijvoorbeeld het Duits, of het oud- en middelnederlands. Het woord huis had vroeger de nominatief huis en de genitief des huizes.
De hier besproken voorbeelden maken duidelijk dat het Nederlands in zijn moderne vorm een agglutinerende, ofwel een overwegend analytische taal is.
Dit is nog meer het geval met het Engels, waar afgezien van de derde persoon enkelvoud – die de uitgang -s krijgt – alle persoonsvormen in de tegenwoordige tijd qua vorm gelijk zijn aan de infinitief (minus het partikel to): to do, I do, you do, he does, we do, you do, they do. In de verleden tijd zijn zelfs alle persoonsvormen qua vorm gelijk: I did, you did, enz.
De Scandinavische talen gaan nóg een stapje verder: alle persoonsvormen zijn hier gelijk, ongeacht de persoon, bijvoorbeeld jag kommer, du kommer, vi kommer in het Zweeds. Niettemin is ook het Zweeds nog steeds een agglutinerende en geen isolerende (zie hieronder) taal, aangezien het zowel een genitief als de tegenstelling enkel-/meervoud kent.

## Verwante begrippen
Het meest extreme geval van een analytische taal is een isolerende taal.
Het tegenovergestelde van een analytische taal is een synthetische taal.